# Gandrungmangu (plaats)
Gandrungmangu is een bestuurslaag in het regentschap Cilacap van de provincie Midden-Java, Indonesië. Gandrungmangu telt 7947 inwoners (volkstelling 2010).